# Tour de Norvège 2015
La 5e édition du Tour de Norvège a eu lieu du 20 au 24 mai 2015. La course fait partie du calendrier UCI Europe Tour 2015 en catégorie 2.HC.
L'épreuve a été remportée par le Danois Jesper Hansen (Tinkoff-Saxo), vainqueur de la troisième étape, respectivement de 47 secondes et une minute et cinq secondes devant le Norvégien Edvald Boasson Hagen (MTN-Qhubeka) et l'Espagnol David López García (Sky).
Le Norvégien Alexander Kristoff (Katusha), lauréat des première et deuxième étape, gagne le classement par points tandis que son compatriote Vegard Robinson Bugge (Sparebanken Sør) remporte celui de la montagne. Un autre Norvégien Odd Christian Eiking (Joker) s'adjuge le classement du meilleur jeune alors que la formation danoise Cult Energy termine meilleure équipe.

## Équipes
Classé en catégorie 2.HC de l'UCI Europe Tour, le Tour de Norvège est par conséquent ouvert aux WorldTeams dans la limite de 70 % des équipes participantes, aux équipes continentales professionnelles, aux équipes continentales norvégiennes et à une équipe nationale norvégienne.
Vingt-et-une équipes participent à ce Tour de Norvège - six WorldTeams, huit équipes continentales professionnelles et sept équipes continentales :
| UCI WorldTeams      | UCI WorldTeams | UCI WorldTeams |
| Nom de l'équipe     | Pays           | Code           |
| ------------------- | -------------- | -------------- |
| Katusha             | Russie         | KAT            |
| Lotto-Soudal        | Belgique       | LTS            |
| Orica-GreenEDGE     | Australie      | OGE            |
| Sky                 | Royaume-Uni    | SKY            |
| Tinkoff-Saxo        | Russie         | TCS            |
| Trek Factory Racing | États-Unis     | TFR            |

| Équipes continentales professionnelles | Équipes continentales professionnelles | Équipes continentales professionnelles |
| Nom de l'équipe                        | Pays                                   | Code                                   |
| -------------------------------------- | -------------------------------------- | -------------------------------------- |
| Caja Rural-Seguros RGA                 | Espagne                                | CJR                                    |
| CCC Sprandi Polkowice                  | Pologne                                | CCC                                    |
| Cult Energy                            | Danemark                               | CLT                                    |
| MTN-Qhubeka                            | Afrique du Sud                         | MTN                                    |
| Novo Nordisk                           | États-Unis                             | TNN                                    |
| Roompot Oranje Peloton                 | Pays-Bas                               | ROP                                    |
| Topsport Vlaanderen-Baloise            | Belgique                               | TSV                                    |
| Wanty-Groupe Gobert                    | Belgique                               | WGG                                    |

| Équipes continentales | Équipes continentales | Équipes continentales |
| Nom de l'équipe       | Pays                  | Code                  |
| --------------------- | --------------------- | --------------------- |
| Coop-Øster Hus        | Norvège               | COH                   |
| FixIT.no              | Norvège               | FIX                   |
| Joker                 | Norvège               | TJO                   |
| Ringeriks-Kraft       | Norvège               | KRA                   |
| Riwal Platform        | Danemark              | RIW                   |
| Sparebanken Sør       | Norvège               | TSS                   |
| Tre Berg-Bianchi      | Suède                 | TTB                   |

## Règlement de la course

### Primes
Les vingt prix sont attribués suivant le barème de l'UCI,. Le total général des prix distribués est de 30 278 €.
| Position           | 1er     | 2e      | 3e      | 4e    | 5e    | 6e    | 7e    | 8e    | 9e    | 10e à 20e |
| Classement général | 6 040 € | 3 040 € | 1 510 € | 757 € | 606 € | 455 € | 455 € | 302 € | 302 € | 152 €     |
| Par étape          | 3 615 € | 1 805 € | 905 €   | 455 € | 365 € | 269 € | 269 € | 180 € | 180 € | 92 €      |
| Par demi-étape     | 2 425 € | 1 235 € | 605 €   | 302 € | 241 € | 186 € | 186 € | 122 € | 122 € | 60 €      |

## Étapes
Cette édition du Tour de Norvège est constituée de cinq étapes réparties sur cinq jours pour un total de 899,2 kilomètres à parcourir.
| Étape     | Date   | Villes étapes                        | type                      | Distance (km) | Vainqueur d'étape  | Leader du classement général |
| --------- | ------ | ------------------------------------ | ------------------------- | ------------- | ------------------ | ---------------------------- |
| 1re étape | 20 mai | Årnes – Sarpsborg                    | étape vallonnée           | 182,6         | Alexander Kristoff | Alexander Kristoff           |
| 2e étape  | 21 mai | Drammen – Langesund                  | étape vallonnée           | 193           | Alexander Kristoff | Alexander Kristoff           |
| 3e étape  | 22 mai | Skien – Rjukan                       | étape de moyenne montagne | 181,3         | Jesper Hansen      | Jesper Hansen                |
| 4e étape  | 23 mai | Rjukan – Geilo                       | étape de moyenne montagne | 168,3         | Amets Txurruka     | Jesper Hansen                |
| 5e étape  | 24 mai | Flå – Aéroport d'Hønefoss à Eggemoen | étape vallonnée           | 174           | Andreas Vangstad   | Jesper Hansen                |

## Déroulement de la course

### 1reétape
| Classement de l'étape | Classement de l'étape | Classement de l'étape | Classement de l'étape | Classement de l'étape |
|                       | Coureur               | Pays                  | Équipe                | Temps                 |
| --------------------- | --------------------- | --------------------- | --------------------- | --------------------- |
| 1er                   | Alexander Kristoff    | Norvège               | Katusha               | en 4 h 42 min 5 s     |
| 2e                    | Caleb Ewan            | Australie             | Orica-GreenEDGE       | m.t                   |
| 3e                    | Edvald Boasson Hagen  | Norvège               | MTN-Qhubeka           | m.t                   |
| 4e                    | Andrew Fenn           | Royaume-Uni           | Sky                   | m.t                   |
| 5e                    | Tosh Van der Sande    | Belgique              | Lotto-Soudal          | m.t                   |
| 6e                    | Nikolay Trusov        | Russie                | Tinkoff-Saxo          | m.t                   |
| 7e                    | Fabian Wegmann        | Allemagne             | Cult Energy           | m.t                   |
| 8e                    | Boris Vallée          | Belgique              | Lotto-Soudal          | m.t                   |
| 9e                    | Lars Petter Nordhaug  | Norvège               | Sky                   | m.t                   |
| 10e                   | Fredrik Strand Galta  | Norvège               | Coop-Øster Hus        | m.t                   |
| modifier              |                       |                       |                       |                       |

| Classement général | Classement général   | Classement général | Classement général | Classement général |
|                    | Coureur              | Pays               | Équipe             | Temps              |
| ------------------ | -------------------- | ------------------ | ------------------ | ------------------ |
| 1er                | Alexander Kristoff   | Norvège            | Katusha            | en 4 h 41 min 55 s |
| 2e                 | Caleb Ewan           | Australie          | Orica-GreenEDGE    | + 4 s              |
| 3e                 | Vegard Stake Laengen | Norvège            | Joker              | + 4 s              |
| 4e                 | Oscar Landa          | Norvège            | Coop-Øster Hus     | + 5 s              |
| 5e                 | Edvald Boasson Hagen | Norvège            | MTN-Qhubeka        | + 6 s              |
| 6e                 | Andrew Fenn          | Royaume-Uni        | Sky                | + 10 s             |
| 7e                 | Tosh Van der Sande   | Belgique           | Lotto-Soudal       | + 10 s             |
| 8e                 | Nikolay Trusov       | Russie             | Tinkoff-Saxo       | + 10 s             |
| 9e                 | Fabian Wegmann       | Allemagne          | Cult Energy        | + 10 s             |
| 10e                | Boris Vallée         | Belgique           | Lotto-Soudal       | + 10 s             |
| modifier           |                      |                    |                    |                    |

### 2eétape
| Classement de l'étape | Classement de l'étape | Classement de l'étape | Classement de l'étape       | Classement de l'étape |
|                       | Coureur               | Pays                  | Équipe                      | Temps                 |
| --------------------- | --------------------- | --------------------- | --------------------------- | --------------------- |
| 1er                   | Alexander Kristoff    | Norvège               | Katusha                     | en 5 h 5 min 33 s     |
| 2e                    | Caleb Ewan            | Australie             | Orica-GreenEDGE             | m.t                   |
| 3e                    | Andrew Fenn           | Royaume-Uni           | Sky                         | m.t                   |
| 4e                    | André Looij           | Pays-Bas              | Roompot Oranje Peloton      | m.t                   |
| 5e                    | Nikolay Trusov        | Russie                | Tinkoff-Saxo                | m.t                   |
| 6e                    | Rasmus Guldhammer     | Danemark              | Cult Energy                 | m.t                   |
| 7e                    | Jacopo Guarnieri      | Italie                | Katusha                     | m.t                   |
| 8e                    | Jarl Salomein         | Belgique              | Topsport Vlaanderen-Baloise | m.t                   |
| 9e                    | Edvald Boasson Hagen  | Norvège               | MTN-Qhubeka                 | m.t                   |
| 10e                   | Amund Grøndahl Jansen | Norvège               | Joker                       | m.t                   |
| modifier              |                       |                       |                             |                       |

| Classement général | Classement général   | Classement général | Classement général     | Classement général |
|                    | Coureur              | Pays               | Équipe                 | Temps              |
| ------------------ | -------------------- | ------------------ | ---------------------- | ------------------ |
| 1er                | Alexander Kristoff   | Norvège            | Katusha                | en 9 h 47 min 18 s |
| 2e                 | Caleb Ewan           | Australie          | Orica-GreenEDGE        | + 8 s              |
| 3e                 | Vegard Stake Laengen | Norvège            | Joker                  | + 14 s             |
| 4e                 | Ángel Madrazo        | Espagne            | Caja Rural-Seguros RGA | + 14 s             |
| 5e                 | Oscar Landa          | Norvège            | Coop-Øster Hus         | + 15 s             |
| 6e                 | Andrew Fenn          | Royaume-Uni        | Sky                    | + 16 s             |
| 7e                 | Edvald Boasson Hagen | Norvège            | MTN-Qhubeka            | + 16 s             |
| 8e                 | Anders Skaarseth     | Norvège            | Joker                  | + 17 s             |
| 9e                 | Nikolay Trusov       | Russie             | Tinkoff-Saxo           | + 20 s             |
| 10e                | Tosh Van der Sande   | Belgique           | Lotto-Soudal           | + 20 s             |
| modifier           |                      |                    |                        |                    |

### 3eétape
| Classement de l'étape | Classement de l'étape | Classement de l'étape | Classement de l'étape | Classement de l'étape |
|                       | Coureur               | Pays                  | Équipe                | Temps                 |
| --------------------- | --------------------- | --------------------- | --------------------- | --------------------- |
| 1er                   | Jesper Hansen         | Danemark              | Tinkoff-Saxo          | en 4 h 46 min 30 s    |
| 2e                    | Edvald Boasson Hagen  | Norvège               | MTN-Qhubeka           | + 38 s                |
| 3e                    | Ivan Santaromita      | Italie                | Orica-GreenEDGE       | + 1 min 5 s           |
| 4e                    | David López García    | Espagne               | Sky                   | + 1 min 5 s           |
| 5e                    | Andreas Vangstad      | Norvège               | Sparebanken Sør       | + 1 min 5 s           |
| 6e                    | Gustav Larsson        | Suède                 | Cult Energy           | + 1 min 5 s           |
| 7e                    | Odd Christian Eiking  | Norvège               | Joker                 | + 1 min 30 s          |
| 8e                    | Sean De Bie           | Belgique              | Lotto-Soudal          | + 1 min 30 s          |
| 9e                    | Vegard Stake Laengen  | Norvège               | Joker                 | + 1 min 30 s          |
| 10e                   | Alexander Kristoff    | Norvège               | Katusha               | + 1 min 30 s          |
| modifier              |                       |                       |                       |                       |

| Classement général | Classement général   | Classement général | Classement général     | Classement général  |
|                    | Coureur              | Pays               | Équipe                 | Temps               |
| ------------------ | -------------------- | ------------------ | ---------------------- | ------------------- |
| 1er                | Jesper Hansen        | Danemark           | Tinkoff-Saxo           | en 14 h 33 min 58 s |
| 2e                 | Edvald Boasson Hagen | Norvège            | MTN-Qhubeka            | + 38 s              |
| 3e                 | Gustav Larsson       | Suède              | Cult Energy            | + 1 min 15 s        |
| 4e                 | David López García   | Espagne            | Sky                    | + 1 min 15 s        |
| 5e                 | Andreas Vangstad     | Norvège            | Sparebanken Sør        | + 1 min 15 s        |
| 6e                 | Alexander Kristoff   | Norvège            | Katusha                | + 1 min 20 s        |
| 7e                 | Ivan Santaromita     | Italie             | Orica-GreenEDGE        | + 1 min 24 s        |
| 8e                 | Vegard Stake Laengen | Norvège            | Joker                  | + 1 min 34 s        |
| 9e                 | Ángel Madrazo        | Espagne            | Caja Rural-Seguros RGA | + 1 min 34 s        |
| 10e                | Fabian Wegmann       | Allemagne          | Cult Energy            | + 1 min 40 s        |
| modifier           |                      |                    |                        |                     |

### 4eétape
| Classement de l'étape | Classement de l'étape | Classement de l'étape | Classement de l'étape  | Classement de l'étape |
|                       | Coureur               | Pays                  | Équipe                 | Temps                 |
| --------------------- | --------------------- | --------------------- | ---------------------- | --------------------- |
| 1er                   | Amets Txurruka        | Espagne               | Caja Rural-Seguros RGA | en 4 h 30 min 11 s    |
| 2e                    | David López García    | Espagne               | Sky                    | + 2 s                 |
| 3e                    | Davide Rebellin       | Italie                | CCC Sprandi Polkowice  | + 5 s                 |
| 4e                    | Jesper Hansen         | Danemark              | Tinkoff-Saxo           | + 5 s                 |
| 5e                    | Fredrik Strand Galta  | Norvège               | Coop-Øster Hus         | + 7 s                 |
| 6e                    | Lars Petter Nordhaug  | Norvège               | Sky                    | + 11 s                |
| 7e                    | Francis De Greef      | Belgique              | Wanty-Groupe Gobert    | + 11 s                |
| 8e                    | Odd Christian Eiking  | Norvège               | Joker                  | + 11 s                |
| 9e                    | Fränk Schleck         | Luxembourg            | Trek Factory Racing    | + 14 s                |
| 10e                   | Ivan Santaromita      | Italie                | Orica-GreenEDGE        | + 14 s                |
| modifier              |                       |                       |                        |                       |

| Classement général | Classement général   | Classement général | Classement général    | Classement général |
|                    | Coureur              | Pays               | Équipe                | Temps              |
| ------------------ | -------------------- | ------------------ | --------------------- | ------------------ |
| 1er                | Jesper Hansen        | Danemark           | Tinkoff-Saxo          | en 19 h 4 min 14 s |
| 2e                 | Edvald Boasson Hagen | Norvège            | MTN-Qhubeka           | + 47 s             |
| 3e                 | David López García   | Espagne            | Sky                   | + 1 min 5 s        |
| 4e                 | Ivan Santaromita     | Italie             | Orica-GreenEDGE       | + 1 min 33 s       |
| 5e                 | Gustav Larsson       | Suède              | Cult Energy           | + 1 min 34 s       |
| 6e                 | Davide Rebellin      | Italie             | CCC Sprandi Polkowice | + 1 min 36 s       |
| 7e                 | Fredrik Strand Galta | Norvège            | Coop-Øster Hus        | + 1 min 40 s       |
| 8e                 | Lars Petter Nordhaug | Norvège            | Sky                   | + 1 min 46 s       |
| 9e                 | Alexander Kristoff   | Norvège            | Katusha               | + 1 min 47 s       |
| 10e                | Vegard Stake Laengen | Norvège            | Joker                 | + 1 min 53 s       |
| modifier           |                      |                    |                       |                    |

### 5eétape
| Classement de l'étape | Classement de l'étape | Classement de l'étape | Classement de l'étape | Classement de l'étape |
|                       | Coureur               | Pays                  | Équipe                | Temps                 |
| --------------------- | --------------------- | --------------------- | --------------------- | --------------------- |
| 1er                   | Andreas Vangstad      | Norvège               | Sparebanken Sør       | en 4 h 10 min 29 s    |
| 2e                    | Fredrik Strand Galta  | Norvège               | Coop-Øster Hus        | + 11 s                |
| 3e                    | Alexander Kristoff    | Norvège               | Katusha               | + 14 s                |
| 4e                    | Pim Ligthart          | Pays-Bas              | Lotto-Soudal          | + 14 s                |
| 5e                    | Rasmus Guldhammer     | Danemark              | Cult Energy           | + 14 s                |
| 6e                    | Bauke Mollema         | Pays-Bas              | Trek Factory Racing   | + 14 s                |
| 7e                    | Tosh Van der Sande    | Belgique              | Lotto-Soudal          | + 14 s                |
| 8e                    | Vegard Stake Laengen  | Norvège               | Joker                 | + 14 s                |
| 9e                    | Yannick Eijssen       | Belgique              | Wanty-Groupe Gobert   | + 14 s                |
| 10e                   | Bjørn Tore Hoem       | Norvège               | Joker                 | + 14 s                |
| modifier              |                       |                       |                       |                       |

## Classements finals

### Classement général final
| Classement général final | Classement général final | Classement général final | Classement général final | Classement général final |
|                          | Coureur                  | Pays                     | Équipe                   | Temps                    |
| ------------------------ | ------------------------ | ------------------------ | ------------------------ | ------------------------ |
| 1er                      | Jesper Hansen            | Danemark                 | Tinkoff-Saxo             | en 23 h 14 min 57 s      |
| 2e                       | Edvald Boasson Hagen     | Norvège                  | MTN-Qhubeka              | + 47 s                   |
| 3e                       | David López García       | Espagne                  | Sky                      | + 1 min 5 s              |
| 4e                       | Fredrik Strand Galta     | Norvège                  | Coop-Øster Hus           | + 1 min 31 s             |
| 5e                       | Andreas Vangstad         | Norvège                  | Sparebanken Sør          | + 1 min 32 s             |
| 6e                       | Ivan Santaromita         | Italie                   | Orica-GreenEDGE          | + 1 min 33 s             |
| 7e                       | Davide Rebellin          | Italie                   | CCC Sprandi Polkowice    | + 1 min 36 s             |
| 8e                       | Alexander Kristoff       | Norvège                  | Katusha                  | + 1 min 43 s             |
| 9e                       | Gustav Larsson           | Suède                    | Cult Energy              | + 1 min 46 s             |
| 10e                      | Lars Petter Nordhaug     | Norvège                  | Sky                      | + 1 min 51 s             |
| modifier                 |                          |                          |                          |                          |

### Classements annexes
| Classement par points | Classement par points | Classement par points | Classement par points | Classement par points |
| --------------------- | --------------------- | --------------------- | --------------------- | --------------------- |
|                       | Coureur               | Pays                  | Équipe                | Point(s)              |
| 1er                   | Alexander Kristoff    | Norvège               | Katusha               | 53 points             |
| 2e                    | Edvald Boasson Hagen  | Norvège               | MTN-Qhubeka           | 39 pts                |
| 3e                    | Fredrik Strand Galta  | Norvège               | Coop-Øster Hus        | 33 pts                |
| modifier              |                       |                       |                       |                       |

| Classement de la montagne | Classement de la montagne | Classement de la montagne | Classement de la montagne | Classement de la montagne |
| ------------------------- | ------------------------- | ------------------------- | ------------------------- | ------------------------- |
|                           | Coureur                   | Pays                      | Équipe                    | Point(s)                  |
| 1er                       | Vegard Robinson Bugge     | Norvège                   | Sparebanken Sør           | 28 points                 |
| 2e                        | Pim Ligthart              | Pays-Bas                  | Lotto-Soudal              | 20 pts                    |
| 3e                        | Anders Skaarseth          | Norvège                   | Joker                     | 18 pts                    |
| modifier                  |                           |                           |                           |                           |

| Classement du meilleur jeune | Classement du meilleur jeune | Classement du meilleur jeune | Classement du meilleur jeune | Classement du meilleur jeune |
|                              | Coureur                      | Pays                         | Équipe                       | Temps                        |
| ---------------------------- | ---------------------------- | ---------------------------- | ---------------------------- | ---------------------------- |
| 1er                          | Odd Christian Eiking         | Norvège                      | Joker                        | en 23 h 16 min 53 s          |
| 2e                           | Anders Skaarseth             | Norvège                      | Joker                        | + 1 min 20 s                 |
| 3e                           | Ole André Austevoll          | Norvège                      | FixIT.no                     | + 8 min 24 s                 |
| modifier                     |                              |                              |                              |                              |

| Classement par équipes | Classement par équipes | Classement par équipes | Classement par équipes |
|                        | Équipe                 | Pays                   | Temps                  |
| ---------------------- | ---------------------- | ---------------------- | ---------------------- |
| 1re                    | Cult Energy            | Danemark               | en 69 h 50 min 35 s    |
| 2e                     | Caja Rural-Seguros RGA | Espagne                | + 14 s                 |
| 3e                     | Joker                  | Norvège                | + 21 s                 |
| modifier               |                        |                        |                        |

### UCI Europe Tour
Ce Tour de Norvège attribue des points pour l'UCI Europe Tour 2015, par équipes seulement aux coureurs des équipes continentales professionnelles et continentales, individuellement à tous les coureurs sauf ceux faisant partie d'une équipe ayant un label WorldTeam.
| Position,          | 1er | 2e | 3e | 4e | 5e | 6e | 7e | 8e | 9e | 10e | 11e | 12e | 13e | 14e | 15e |
| Classement général | 100 | 70 | 40 | 30 | 25 | 20 | 15 | 10 | 9  | 8   | 7   | 6   | 5   | 4   | 3   |
| Par étape          | 20  | 14 | 8  | 7  | 6  | 5  | 4  | 2  |    |     |     |     |     |     |     |
| Leader, par étape  | 10  |    |    |    |    |    |    |    |    |     |     |     |     |     |     |

| Cycliste             | Équipe                      | Général | Étape | Leader | Total |
| -------------------- | --------------------------- | ------- | ----- | ------ | ----- |
| Edvald Boasson Hagen | MTN-Qhubeka                 | 70      | 22    | -      | 92    |
| Andreas Vangstad     | Sparebanken Sør             | 25      | 26    | -      | 51    |
| Fredrik Strand Galta | Coop-Øster Hus              | 30      | 20    | -      | 50    |
| Davide Rebellin      | CCC Sprandi Polkowice       | 15      | 8     | -      | 23    |
| Amets Txurruka       | Caja Rural-Seguros RGA      | -       | 20    | -      | 20    |
| Rasmus Guldhammer    | Cult Energy                 | 5       | 11    | -      | 16    |
| Gustav Larsson       | Cult Energy                 | 9       | 5     | -      | 14    |
| Odd Christian Eiking | Joker                       | 6       | 6     | -      | 12    |
| Vegard Stake Laengen | Joker                       | 7       | 2     | -      | 9     |
| André Looij          | Roompot Oranje Peloton      | -       | 7     | -      | 7     |
| Fabian Wegmann       | Cult Energy                 | 3       | 4     | -      | 7     |
| Peio Bilbao          | Caja Rural-Seguros RGA      | 4       | -     | -      | 4     |
| Francis De Greef     | Wanty-Groupe Gobert         | -       | 4     | -      | 4     |
| Jarl Salomein        | Topsport Vlaanderen-Baloise | -       | 2     | -      | 2     |

## Évolution des classements
| Étape              | Vainqueur          | Classement général | Classement par points | Classement de la montagne | Classement du meilleur jeune | Classement par équipes |
| ------------------ | ------------------ | ------------------ | --------------------- | ------------------------- | ---------------------------- | ---------------------- |
| 1                  | Alexander Kristoff | Alexander Kristoff | Alexander Kristoff    | Oscar Landa               | Caleb Ewan                   | Sky                    |
| 2                  | Alexander Kristoff | Alexander Kristoff | Alexander Kristoff    | Vegard Robinson Bugge     | Caleb Ewan                   | Sky                    |
| 3                  | Jesper Hansen      | Jesper Hansen      | Alexander Kristoff    | Vegard Robinson Bugge     | Anders Skaarseth             | Cult Energy            |
| 4                  | Amets Txurruka     | Jesper Hansen      | Alexander Kristoff    | Vegard Robinson Bugge     | Odd Christian Eiking         | Cult Energy            |
| 5                  | Andreas Vangstad   | Jesper Hansen      | Alexander Kristoff    | Vegard Robinson Bugge     | Odd Christian Eiking         | Cult Energy            |
| Classements finals | Classements finals | Jesper Hansen      | Alexander Kristoff    | Vegard Robinson Bugge     | Odd Christian Eiking         | Cult Energy            |

## Liste des participants
- Liste de départ complète

| Légende                             | Légende                                                                                                  | Légende                                | Légende                                                                                                  |
| ----------------------------------- | --- | -------------------------------------- | --- |
| Num                                 | Dossard de départ porté par le coureur sur ce Tour de Norvège                                            | Pos                                    | Position finale au classement général                                                                    |
| Leader du classement général        | Indique le vainqueur du classement général                                                               | Leader du classement par points        | Indique le vainqueur du classement par points                                                            |
| Leader du classement de la montagne | Indique le vainqueur du classement de la montagne                                                        | Leader du classement du meilleur jeune | Indique le vainqueur du classement du meilleur jeune                                                     |
|                                     | Indique un maillot de champion national ou mondial, suivi de sa spécialité                               | #                                      | Indique la meilleure équipe                                                                              |
| NP                                  | Indique un coureur qui n'a pas pris le départ d'une étape, suivi du numéro de l'étape où il s'est retiré | AB                                     | Indique un coureur qui n'a pas terminé une étape, suivi du numéro de l'étape où il s'est retiré          |
| HD                                  | Indique un coureur qui a terminé une étape hors des délais, suivi du numéro de l'étape                   | *                                      | Indique un coureur en lice pour le classement du meilleur jeune (coureurs nés après le 1er janvier 1993) |

| Katusha KAT                         | Katusha KAT              | Katusha KAT |
| ----------------------------------- | ------------------------ | ----------- |
| Num                                 | Coureur                  | Pos         |
| 1                                   | Alexander Kristoff (NOR) | 8e          |
| 2                                   | Sven Erik Bystrøm (NOR)  | 29e         |
| 3                                   | Jacopo Guarnieri (ITA)   | 66e         |
| 4                                   | Marco Haller (AUT)       | 36e         |
| 5                                   | Dmitry Kozontchuk (RUS)  | AB-5        |
| 6                                   | Egor Silin (RUS)         | AB-5        |
| Directeur sportif : Torsten Schmidt |                          |             |

| MTN-Qhubeka MTN                    | MTN-Qhubeka MTN            | MTN-Qhubeka MTN |
| ---------------------------------- | -------------------------- | --------------- |
| Num                                | Coureur                    | Pos             |
| 11                                 | Edvald Boasson Hagen (NOR) | 2e              |
| 12                                 | Nicolas Dougall (RSA)      | 84e             |
| 13                                 | Songezo Jim (RSA)          | 83e             |
| 14                                 | Serge Pauwels (BEL)        | 33e             |
| 15                                 | Jay Robert Thomson (RSA)   | 71e             |
| 16                                 | Jacobus Venter (RSA)       | 69e             |
| Directeur sportif : Alex Sans Vega |                            |                 |

| Sky SKY                           | Sky SKY                    | Sky SKY |
| --------------------------------- | -------------------------- | ------- |
| Num                               | Coureur                    | Pos     |
| 21                                | Lars Petter Nordhaug (NOR) | 10e     |
| 22                                | Nathan Earle (AUS)         | AB-4    |
| 23                                | Andrew Fenn (GBR)          | 60e     |
| 24                                | David López García (ESP)   | 3e      |
| 25                                | Christopher Sutton (AUS)   | AB-5    |
| 26                                |                            |         |
| Directeur sportif : Gabriel Rasch |                            |         |

| Trek Factory Racing TFR          | Trek Factory Racing TFR     | Trek Factory Racing TFR |
| -------------------------------- | --------------------------- | ----------------------- |
| Num                              | Coureur                     | Pos                     |
| 31                               | Bob Jungels (LUX)           | AB-5                    |
| 32                               | Bauke Mollema (NED)         | 49e                     |
| 33                               | Yaroslav Popovych (UKR)     | 68e                     |
| 33                               | Grégory Rast (SUI)          | 58e                     |
| 35                               | Fränk Schleck (LUX) (Route) | 25e                     |
| 36                               | Gert Steegmans (BEL)        | AB-5                    |
| Directeur sportif : Kim Andersen |                             |                         |

| Lotto-Soudal LTS                | Lotto-Soudal LTS         | Lotto-Soudal LTS |
| ------------------------------- | ------------------------ | ---------------- |
| Num                             | Coureur                  | Pos              |
| 41                              | Vegard Breen (NOR)       | 59e              |
| 42                              | Sean De Bie (BEL)        | 41e              |
| 43                              | Pim Ligthart (NED)       | 53e              |
| 44                              | Boris Vallée (BEL)*      | 54e              |
| 45                              | Tosh Van der Sande (BEL) | 42e              |
| 46                              | Dennis Vanendert (BEL)   | AB-5             |
| Directeur sportif : Mario Aerts |                          |                  |

| Orica-GreenEDGE OGE                | Orica-GreenEDGE OGE    | Orica-GreenEDGE OGE |
| ---------------------------------- | ---------------------- | ------------------- |
| Num                                | Coureur                | Pos                 |
| 51                                 | Adam Blythe (GBR)      | AB-5                |
| 52                                 | Mitchell Docker (AUS)  | 67e                 |
| 53                                 | Caleb Ewan (AUS)*      | 52e                 |
| 54                                 | Mathew Hayman (AUS)    | 44e                 |
| 55                                 | Jens Keukeleire (BEL)  | 31e                 |
| 56                                 | Ivan Santaromita (ITA) | 6e                  |
| Directeur sportif : Matthew Wilson |                        |                     |

| Tinkoff-Saxo TCS                   | Tinkoff-Saxo TCS           | Tinkoff-Saxo TCS |
| ---------------------------------- | -------------------------- | ---------------- |
| Num                                | Coureur                    | Pos              |
| 61                                 | Pavel Brutt (RUS)          | 51e              |
| 62                                 | Jesper Hansen (DEN)        | 1er              |
| 63                                 | Evgueni Petrov (RUS)       | 55e              |
| 64                                 | Juraj Sagan (SVK)          | 76e              |
| 65                                 | Chris Anker Sørensen (DEN) | 16e              |
| 66                                 | Nikolay Trusov (RUS)       | AB-5             |
| Directeur sportif : Nicki Sørensen |                            |                  |

| Caja Rural-Seguros RGA CJR             | Caja Rural-Seguros RGA CJR | Caja Rural-Seguros RGA CJR |
| -------------------------------------- | -------------------------- | -------------------------- |
| Num                                    | Coureur                    | Pos                        |
| 71                                     | Fernando Grijalba (ESP)    | AB-5                       |
| 72                                     | Peio Bilbao (ESP)          | 14e                        |
| 73                                     | Ángel Madrazo (ESP)        | 40e                        |
| 74                                     | Antonio Molina (ESP)       | 30e                        |
| 75                                     | Amets Txurruka (ESP)       | 28e                        |
| 76                                     | Ricardo Vilela (POR)       | 18e                        |
| Directeur sportif : Eugenio Goikoetxea |                            |                            |

| CCC Sprandi Polkowice CCC          | CCC Sprandi Polkowice CCC | CCC Sprandi Polkowice CCC |
| ---------------------------------- | ------------------------- | ------------------------- |
| Num                                | Coureur                   | Pos                       |
| 81                                 | Piotr Brożyna (POL)*      | NP-5                      |
| 82                                 | Josef Černý (CZE)*        | AB-5                      |
| 83                                 | Jan Hirt (CZE)            | 34e                       |
| 84                                 | Adrian Kurek (POL)        | AB-5                      |
| 85                                 | Davide Rebellin (ITA)     | 7e                        |
| 86                                 | Stefan Schumacher (GER)   | AB-4                      |
| Directeur sportif : Tomasz Brożyna |                           |                           |

| Cult Energy # CLT                  | Cult Energy # CLT       | Cult Energy # CLT |
| ---------------------------------- | ----------------------- | ----------------- |
| Num                                | Coureur                 | Pos               |
| 91                                 | Linus Gerdemann (GER)   | 32e               |
| 92                                 | Rasmus Guldhammer (DEN) | 13e               |
| 93                                 | Karel Hník (CZE)        | 47e               |
| 94                                 | Gustav Larsson (SWE)    | 9e                |
| 95                                 | Michael Reihs (DEN)     | AB-5              |
| 96                                 | Fabian Wegmann (GER)    | 15e               |
| Directeur sportif : Michael Skelde |                         |                   |

| Roompot Oranje Peloton ROP               | Roompot Oranje Peloton ROP | Roompot Oranje Peloton ROP |
| ---------------------------------------- | -------------------------- | -------------------------- |
| Num                                      | Coureur                    | Pos                        |
| 101                                      | Reinier Honig (NED)        | AB-5                       |
| 102                                      | Johnny Hoogerland (NED)    | 39e                        |
| 103                                      | Tim Kerkhof (NED)*         | AB-5                       |
| 104                                      | Michel Kreder (NED)        | 22e                        |
| 105                                      | André Looij (NED)*         | 77e                        |
| 106                                      | Etienne van Empel (NED)*   | AB-5                       |
| Directeur sportif : Jean-Paul van Poppel |                            |                            |

| Novo Nordisk TNN                      | Novo Nordisk TNN           | Novo Nordisk TNN |
| ------------------------------------- | -------------------------- | ---------------- |
| Num                                   | Coureur                    | Pos              |
| 111                                   | Stephen Clancy (IRL)       | 81e              |
| 112                                   | Gerd de Keijzer (NED)*     | AB-4             |
| 113                                   | James Glasspool (AUS)      | 86e              |
| 114                                   | Nicolas Lefrançois (FRA)   | AB-4             |
| 115                                   | Martijn Verschoor (NED)    | NP-5             |
| 116                                   | Christopher Williams (AUS) | 85e              |
| Directeur sportif : Massimo Podenzana |                            |                  |

| Topsport Vlaanderen-Baloise TSV    | Topsport Vlaanderen-Baloise TSV | Topsport Vlaanderen-Baloise TSV |
| ---------------------------------- | ------------------------------- | ------------------------------- |
| Num                                | Coureur                         | Pos                             |
| 121                                | Kenny De Ketele (BEL)           | 35e                             |
| 122                                | Sander Helven (BEL)             | 50e                             |
| 123                                | Pieter Jacobs (BEL)             | 72e                             |
| 124                                | Jarl Salomein (BEL)             | 46e                             |
| 125                                | Thomas Sprengers (BEL)          | 23e                             |
| 126                                | Arthur Vanoverberghe (BEL)      | 56e                             |
| Directeur sportif : Hans De Clercq |                                 |                                 |

| Wanty-Groupe Gobert WGG            | Wanty-Groupe Gobert WGG | Wanty-Groupe Gobert WGG |
| ---------------------------------- | ----------------------- | ----------------------- |
| Num                                | Coureur                 | Pos                     |
| 131                                | Jérôme Baugnies (BEL)   | NP-2                    |
| 132                                | Francis De Greef (BEL)  | 17e                     |
| 133                                | Yannick Eijssen (BEL)   | 37e                     |
| 134                                | Marco Minnaard (NED)    | 24e                     |
| 135                                | Lander Seynaeve (BEL)   | AB-5                    |
| 136                                | Kévin Van Melsen (BEL)  | AB-2                    |
| Directeur sportif : Steven De Neef |                         |                         |

| Riwal Platform RIW                      | Riwal Platform RIW           | Riwal Platform RIW |
| --------------------------------------- | ---------------------------- | ------------------ |
| Num                                     | Coureur                      | Pos                |
| 141                                     | Nikola Aistrup (DEN)         | AB-5               |
| 142                                     | Emil Bækhøj Halvorsen (DEN)* | 65e                |
| 143                                     | Nicolai Brøchner (DEN)*      | 82e                |
| 144                                     | Martin Herbæk Grøn (DEN)*    | AB-5               |
| 145                                     | Rasmus Mygind (DEN)          | 62e                |
| 146                                     | Morten Øllegård (DEN)        | AB-5               |
| Directeur sportif : Christian Ranneries |                              |                    |

| Tre Berg-Bianchi TTB                | Tre Berg-Bianchi TTB       | Tre Berg-Bianchi TTB |
| ----------------------------------- | -------------------------- | -------------------- |
| Num                                 | Coureur                    | Pos                  |
| 151                                 | Sebastian Balck (SWE)      | AB-5                 |
| 152                                 | Lucas Eriksson (SWE)*      | 43e                  |
| 153                                 | Alexander Fåglum (SWE)*    | 78e                  |
| 154                                 | Gustav Höög (SWE)*         | AB-4                 |
| 155                                 | Kim Magnusson (SWE)        | 61e                  |
| 156                                 | Alexander Wetterhall (SWE) | 26e                  |
| Directeur sportif : Thomas Lövkvist |                            |                      |

| Joker TJO                              | Joker TJO                    | Joker TJO |
| -------------------------------------- | ---------------------------- | --------- |
| Num                                    | Coureur                      | Pos       |
| 161                                    | Odd Christian Eiking (NOR)*  | 12e       |
| 162                                    | Bjørn Tore Hoem (NOR)        | 20e       |
| 163                                    | Amund Grøndahl Jansen (NOR)* | 75e       |
| 164                                    | Vegard Stake Laengen (NOR)   | 11e       |
| 165                                    | Sindre Lunke (NOR)*          | 57e       |
| 166                                    | Anders Skaarseth (NOR)*      | 27e       |
| Directeur sportif : Gino Van Oudenhove |                              |           |

| Coop-Øster Hus COH                   | Coop-Øster Hus COH                     | Coop-Øster Hus COH |
| ------------------------------------ | -------------------------------------- | ------------------ |
| Num                                  | Coureur                                | Pos                |
| 171                                  | Tormod Hausken Jacobsen (NOR)* (Route) | NP-4               |
| 172                                  | Oscar Landa (NOR)*                     | NP-4               |
| 173                                  | Fredrik Strand Galta (NOR)             | 4e                 |
| 174                                  | Krister Hagen (NOR)                    | AB-4               |
| 175                                  | Markus Hoelgaard (NOR)*                | 48e                |
| 176                                  | August Jensen (NOR)                    | 19e                |
| Directeur sportif : Morten Hegreberg |                                        |                    |

| FixIT.no FIX                             | FixIT.no FIX               | FixIT.no FIX |
| ---------------------------------------- | -------------------------- | ------------ |
| Num                                      | Coureur                    | Pos          |
| 181                                      | Ole André Austevol (NOR)*  | 38e          |
| 182                                      | Filip Eidsheim (NOR)       | NP-5         |
| 183                                      | Adrian Gjølberg (NOR)      | AB-5         |
| 184                                      | Marius Hafsås (NOR)        | 74e          |
| 185                                      | Åsmund Romstad Løvik (NOR) | AB-1         |
| 186                                      | Even Rege (NOR)*           | AB-4         |
| Directeur sportif : Frode Jarle Jacobsen |                            |              |

| Ringeriks-Kraft KRA           | Ringeriks-Kraft KRA      | Ringeriks-Kraft KRA |
| ----------------------------- | ------------------------ | ------------------- |
| Num                           | Coureur                  | Pos                 |
| 191                           | Ole Forfang (NOR)*       | 73e                 |
| 192                           | Njål Kleiven (NOR)*      | 70e                 |
| 193                           | Max Emil Kørner (NOR)    | 80e                 |
| 194                           | Øivind Lukkedahl (NOR)*  | 45e                 |
| 195                           | Frederik Wilmann (NOR)   | AB-5                |
| 196                           | Kristoffer Wormsen (NOR) | AB-5                |
| Directeur sportif : Lars Holm |                          |                     |

| Sparebanken Sør TSS             | Sparebanken Sør TSS         | Sparebanken Sør TSS |
| ------------------------------- | --------------------------- | ------------------- |
| Num                             | Coureur                     | Pos                 |
| 201                             | Kristian Aasvold (NOR)*     | 63e                 |
| 202                             | Vegard Robinson Bugge (NOR) | 79e                 |
| 203                             | Andreas Erland (NOR)        | 64e                 |
| 204                             | Carl Fredrik Hagen (NOR)    | 21e                 |
| 205                             | Morten Mørland (NOR)        | AB-4                |
| 206                             | Andreas Vangstad (NOR)      | 5e                  |
| Directeur sportif : Stian Remme |                             |                     |